# Hybrid Assistive Limb

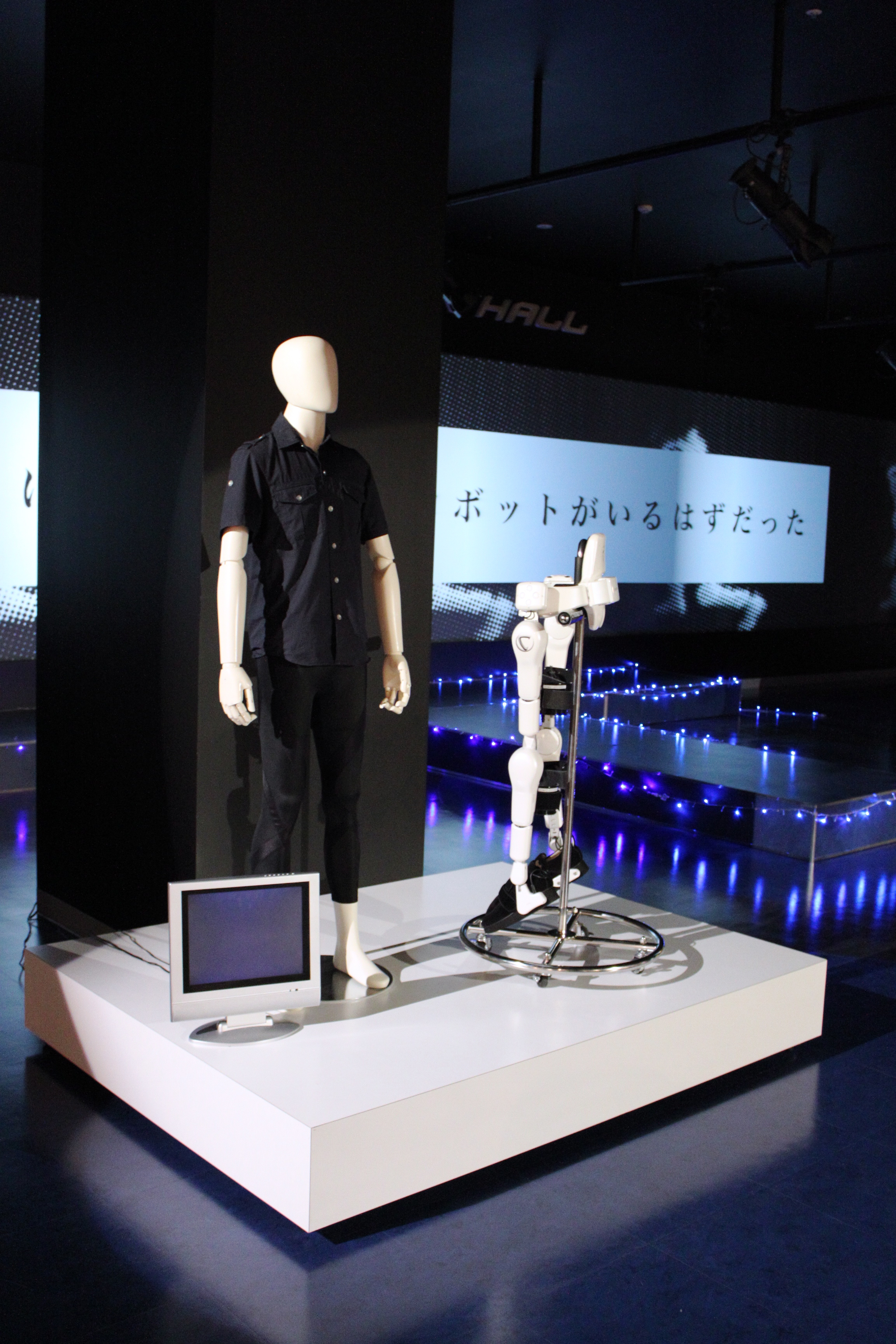

L'Hybrid assistive limb o HAL è un esoscheletro motorizzato sviluppato dall'università giapponese di Tsukuba e dalla azienda CYBERDYNE, progettato per espandere le capacità motorie, in particolare delle persone disabili.
Ci sono due versioni primarie del esoscheletro: HAL 3, un prototipo che dispone delle sole gambe, e HAL 5, un esoscheletro completo per gambe, braccia e torso. HAL 5 è in grado di aiutare l'operatore a sollevare circa cinque volte in più del peso che riuscirebbe normalmente a sollevare senza l'esoscheletro.
Nel 2011, CYBERDYNE e l'università di Tsukuba hanno annunciato che l'uso ospedaliero di HAL sarebbe cominciato nel 2012, e i test sarebbero continuati fino al 2014 o 2015. Nell'ottobre 2012, HAL è stato usato in 130 differenti istituzioni in Giappone. Nel febbraio 2012, HAL è diventato il primo esoscheletro motorizzato a ricevere il certificato globale per la sicurezza.

## Storia
All'inizio il prototipo di HAL è stato suggerito dal professor Sankai dell'università di Tsukuba. Affascinato dai robot da sempre, Sankai si è imposto di creare una tuta robotica per "aiutare gli umani". Sankai ha impiegato tre anni, dal 1990 al 1993, mappando i neuroni adibiti al movimento delle gambe. Lui e il suo team spesero altri quattro anni per creare il primo prototipo di hardware.
Il terzo prototipo HAL, completato nel 2000, era collegato a un computer. La sua batteria pesava circa 22 chilogrammi. Il nuovo HAL-5 della CYERDYNE pesa solo 10 chilogrammi e ha sia la batteria che il computer incorporati.
Nel 2012 l'esoscheletro veniva noleggiato solo in Giappone, per una tariffa mensile di circa 2000 dollari americani.